# Góry Pennińskie

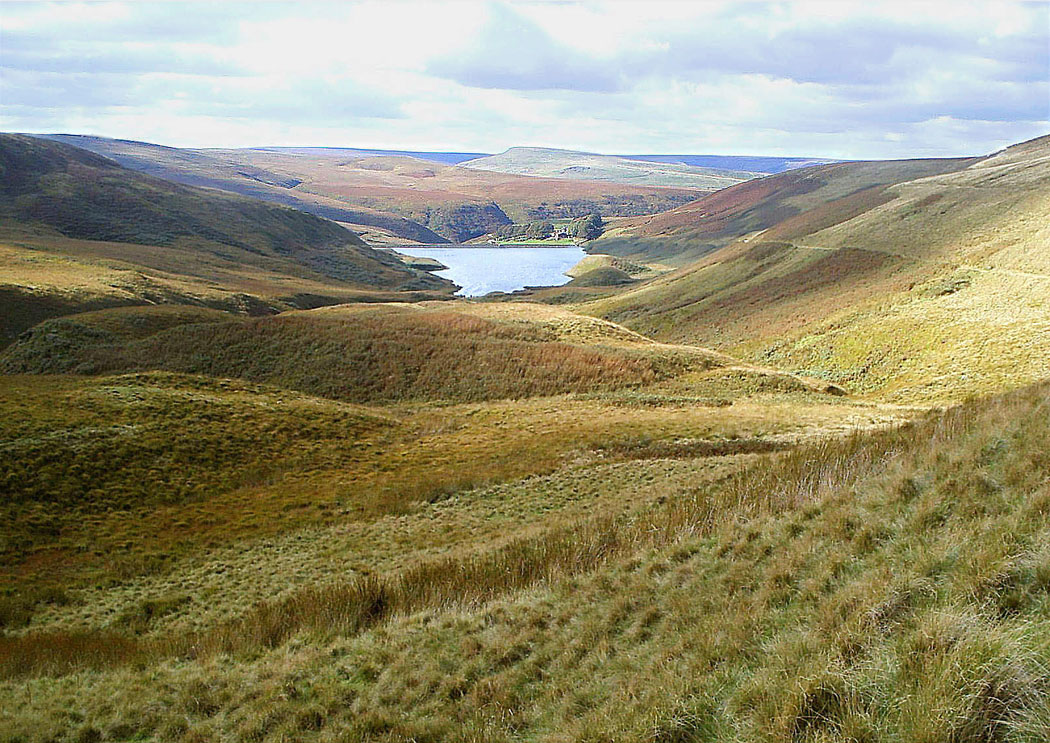
Typowy krajobraz Gór Pennińskich

Góry Pennińskie (Penniny, ang. Pennines) – niskie góry w północnej części Anglii o przebiegu południkowym i całkowitej długości do 400 km, szerokości do 100km. Góry Pennińskie zbudowane są z różnorodnych skał karbońskich, głównie piaskowców i wapieni. Zostały wypiętrzone w orogenezie kaledońskiej.

## Charakterystyka
Często porównywane do "szkieletu Anglii", Góry Pennińskie rozciągają się z Peak District w Derbyshire na południu, poprzez Yorkshire Dales  aż do Cheviot Hills na angielsko-szkockiej granicy na północy.
Składają się z szeregu spłaszczonych wzniesień, rozczłonkowanych głęboko dolinami rzek, z których Stainmore i Aire mają charakter przełomowy. Penniny najwyżej wznoszą się w części północnej, w części środkowej i południowej, na miąższych warstwach wapieni, rozwinęły się zjawiska krasowe, m.in. występują tu systemy jaskiniowe z podziemnymi rzekami i wodospadami. Najwyższy szczyt to Cross Fell (893 m n.p.m.).

## Turystyka
Region jest uznawany jako jeden z najbardziej malowniczych w Wielkiej Brytanii. North Pennines i Nidderdale są sklasyfikowane jako Area of Outstanding Natural Beauty (ang. "Obszar o wybitnym pięknie naturalnym"). Części Gór Pennińskich leżą w obrębie parków narodowych: Peak District, Yorkshire Dales i Northumberland.
Przez góry prowadzi trasa najstarszego długodystansowego szlaku turystycznego w Wielkiej Brytanii, Pennine Way. Jego długość wynosi około 430 kilometrów.